# سیارک ۱۲۵۵۹۲
سیارک ۱۲۵۵۹۲ (به انگلیسی: 125592 Buthiers، نامگذاری:2001XO33) صد و بیست و پنج هزار و پانصد و نود و دومین سیارک کشف شده‌است که در ۱۵ دسامبر ۲۰۰۱ کشف شد.